# Faustino Brughetti

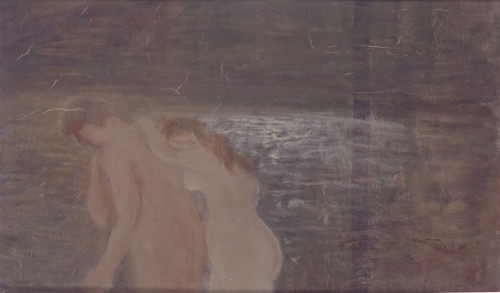
Adán y Eva (1909), de Faustino Brughetti. Óleo sobre tela montado sobre cartón. 22,5 x 36,1 cm.

Faustino Eugenio Brughetti (Dolores, Buenos Aires, 6 de septiembre de 1877 - La Plata, Buenos Aires, 6 de junio de 1956), fue un pintor y músico argentino.
Hijo del arquitecto Lorenzo Brughetti, en 1884 se radicó en La Plata, ciudad en la que desarrolló su actividad.

## Trayectoria
En 1896 viajó a Europa, donde realizó sus estudios en la Academia de Bellas Artes y en la Escuela de Artes Decorativas de Roma, Italia. En 1899 se trasladó a Francia donde hizo cursos de arte en la Académie Julian de París. En 1900, de nuevo en Italia, pintó el cuadro Lavanderas, un óleo sobre tela de 22 x 39,5 cm.
En 1901 volvió a la Argentina y presentó su primera exposición, Paisajes del riachuelo, en un salón del Palacio del diario La Prensa de Buenos Aires, la primera con pinturas de estilo impresionista en el país. Al año siguiente hizo su segunda exposición en la Bolsa de Comercio de La Plata y en 1904 la tercera, en la Sala Muñiz de Bahía Blanca.
En 1908 regresó a Europa gracias a una beca otorgada por la Legislatura Provincial y obtenida con la intermediación de Pedro Bonifacio Palacios; expuso su obra en Italia realizando varias muestras con las cuales logró su consagración internacional. También expuso en Uruguay y Chile.
Con el patrocinio de Pedro Bonifacio Palacios (Almafuerte), Juan Vucetich, Alejandro Korn y otras personalidades, fundó la Academia de Bellas Artes de La Plata en 1915, en la que fue profesor de pintura, dibujo y música. Fue presidente del Ateneo Almafuerte y de la Asociación Artística Platense entre 1925 y 1926. Entre sus dotes artísticas también estaba la de músico, siendo un excelente guitarrista; fue autor de un álbum musical con cincuenta composiciones originales para guitarra.
En el Centro Cultural de Dolores funciona el Museo de Bellas Artes Faustino Brughetti, inaugurado en 1994.

El paisaje está más en el alma de quien lo contempla que en la misma naturaleza. Por eso el paisaje es una realidad subjetiva, captado individualmente por quienes lo ven y lo sienten; y el artista lo evoca, lo define, lo concreta y lo objetiva según su propio temperamento e inspiración. El más hermoso paisaje es interior: el que llevamos dentro, el que tenemos en el alma.
Faustino Brughetti.

## Obras
Libros
Fue autor de numerosos libros, folletos y ensayos inéditos; algunos de sus libros son:
- 1924. Con el alma. Reflexiones. Editorial Grottaferrata.
- Autobiografía (inédita).
- 1926. Mi credo. La Plata.
- 1929. Almafuerte. (Espíritu avizor... centinela eterno de ti mismo! Faustino Brughetti. De mis memorias). La Plata. pp. 207.
- 1946. Arte plástico. La Plata.
- 1991. Estética espiritual. Buenos Aires: Ediciones de Arte Gaglianone.[8]

Cuadros

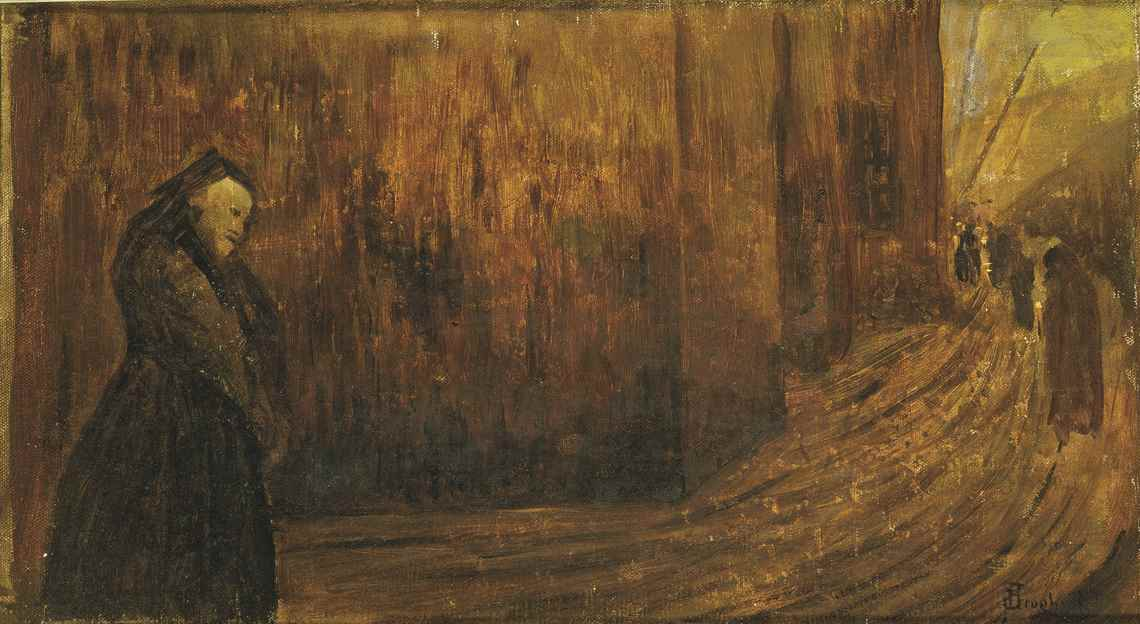
Procesión (c. 1909), de Faustino Brughetti. Óleo sobre tela montado sobre cartón. 22,7 x 41,4 cm.

Fue un precursor en el movimiento expresionista e introductor del impresionismo en la Argentina -junto a Martín Malharro- desenvolviéndose entre el simbolismo, el luminismo y el plenairismo (pintura al aire libre). Expuso su obra en treinta y seis muestras individuales y en más de cien muestras colectivas en la Argentina y otros países.
Brughetti fue principalmente un paisajista, aunque también sumó a su obra la figura humana. A partir de 1910 incorporó temas bíblicos. Entre otros intereses se destacan el bocetismo, la retórica académica, el pintoresquismo y el nuevo humanismo. Sus obras se encuentran en museos e instituciones de Argentina y del exterior, entre otros, en el Museo Nacional de Bellas Artes, el Museo Escuela Pedro de Mendoza de La Boca, el Museo Escolar de Arte Fernando Fader y el Museo de Artes Plásticas Eduardo Sívori, de Buenos Aires; en el Museo Provincial de Bellas Artes Emilio Pettoruti de La Plata; en el Museo Rosa Galisteo de Rodríguez de Santa Fe; en el Museo Municipal de Bellas Artes Juan B. Castagnino de Rosario; en el Museo Genaro Pérez de Córdoba; en los museos municipales de Bellas Artes de Mar del Plata, Chivilcoy (Buenos Aires) y San Rafael (Mendoza); en la Cámara de Diputados de la Provincia de Buenos Aires; en el Jockey Club de La Plata; y en colecciones particulares de América y Europa.
Algunas de sus obras:
- 1898. Apunte (Cielo romano). Óleo sobre tela. 33 x 23 cm.
- 1898. Puente rústico. Óleo sobre cartón entelado. 15 x 24 cm.
- 1898. Figura en el paisaje.
- Contraluz. Óleo sobre madera. 33 x 45 cm.
- Camino del Parral. Óleo sobre tela. 80 x 110 cm.
- Atardecer en el Río de la Plata. Óleo sobre tabla. 32 x 16.5 cm.
- El árbol rosa. Óleo sobre tabla. 27 x 21 cm.
- Mañana serena. Óleo sobre cartón. 24.5 x 33.5 cm.
- Tarde serena (Riberas del Río de la Plata). Óleo sobre tabla. 51 x 30 cm.
- Paisaje costero. Óleo sobre tela. 115 x 140 cm.
- Figura (Mary). Acrílico sobre tela. 51 x 29 cm.
- Costurera. Lápiz. 11 x 16 cm.
- Paisaje. Óleo sobre tela. 30 x 55cm.
- Efecto de nieve.
- Serenidad.
- Amor filial.
- La muerte del bastardo.
- Estudios de expresión.
- La danza.
- La inmortal.
- La impotencia.
- La luna en el río. Tríptico
- Primavera tormentosa.
- 1899. Estudio de paisaje (Villa, Italia). Óleo sobre cartón entelado. 15 x 24 cm.
- 1900. Rivetto. Óleo sobre madera. 15 x 24 cm.
- 1900. Eterna comedia.
- 1900. Rincón de patio (Villa, Italia). Óleo sobre cartón. 14 x 18 cm.
- 1900. Lavanderas, realizada en Italia. Óleo sobre tela. 22 x 39,5 cm. Se encuentra en el Museo de Arte Moderno de Buenos Aires. Este cuadro fue elegido para la serie de sellos postales «Pinturas Argentinas» en 1979.
- 1903. Camino a los Alpes.
- 1904. Escollera. Óleo sobre cartón. 19 x 26 cm.
- 1905. Estatua ecuestre. Lápiz. 9 x 6 cm.
- 1906. Estudio de figuras. Lápiz. 11 x 15 cm.
- 1908. Luz y sombra.
- 1909. Adán y Eva. Óleo sobre tela montado sobre cartón. 22,5 x 36,1 cm.
- 1909. Comienzos de otoño.
- 1909. Quietud matinal. Óleo sobre tabla. 32 x 45 cm.
- 1910. La convaleciente en primavera. Óleo sobre tela. 110 x 170,5 cm.
- 1910. Atardecer (Villa, Italia). Óleo sobre madera. 45 x 31 cm.
- 1911. Sombras en el paisaje. Óleo sobre madera. 0.33 x 0.45 cm.
- 1915. Estudio para retrato.
- 1923. Puesta del sol. Óleo sobre cartón. 27 x 37 cm.
- 1924. Tarde de otoño. Óleo sobre madera. 43 x 34 cm.
- 1924. Paisaje. Óleo sobre tela. 48 x 61 cm.
- 1932. Mimbres junto al río. Óleo sobre tabla. 50 x 30 cm.
- 1933. Matinal (Otoñal n°7). Óleo sobre tela. 75,5 x 55,5 cm. Se encuentra en la pinacoteca del Ministerio de Educación de la Argentina.
- 1938. Luna llena. Óleo. 70 x 35 cm.

Brughetti halló la luz de los panoramas nuestros, la melancolía y la dulzura de ciertas auroras y de ciertos crepúsculos. Sus sentimientos de poeta y de músico hallaron un modo natural de expresión en sus pinceles.
Enrique de Gandía (historiador).

## Premios y reconocimientos
- Monumento en su honor, emplazado entre las calles 55 y 11 de La Plata, zona donde vivía Brughetti, realizado por gestión de la comisión de homenaje al artista, la Municipalidad, escritores y artistas de la ciudad.[5]
- 1904. Medalla de Plata en la Exposición de Bellas Artes de La Plata.[7]
- 1905. Medalla de Plata en la Exposición de Bellas Artes de La Plata.
- 1909. Primera Medalla en la Exposición Internacional Montecatini, con Serenidad.
- 1909. Medalla por una serie de estudios de expresión (desnudos), en Roma, Italia.
- 1909. Segunda Medalla por Amor filial y Paisaje, en la Primera Exposición Artística Donatelliana de Livorno, Italia.
- 1909. Segunda Medalla por La muerte del bastardo y Estudios de expresión, en la Sala Adriana, en Roma, Italia.
- 1910. Primera Medalla y la Cruz al Mérito por una serie de figuras y paisajes, en Nápoles, Italia.
- 1910. Tercera Medalla por La convaleciente en primavera y Efecto de nieve, en la Exposición Internacional de Cettigne, Montenegro.
- 1952. Declarado «Hijo Dilecto de Dolores» en su ciudad natal.